# August Jensen
August Jensen (Bodø, 29 augustus 1991) is een Noors voormalig wielrenner. In 2012 won hij het nationaal kampioenschap voor beloften en een etappe in de Ronde van Jämtland in Zweden. Ook werd hij dat jaar vijfde in de Ringerike GP.

## Overwinningen
2012
 Noors kampioen op de weg, Beloften
2014
Bergklassement Kreiz Breizh Elites
Bergklassement Arctic Race of Norway
2015
Bergklassement Arctic Race of Norway
Eindklassement Kreiz Breizh Elites
4e etappe Kreiz Breizh Elites
2016
1e etappe Gran Premio Liberty Seguros
Eindklassement Gran Premio Liberty Seguros
2017
5e etappe Ronde van Loir-et-Cher
3e en 4e etappe Ronde van Opper-Oostenrijk
Puntenklassement Ronde van Opper-Oostenrijk
Puntenklassement Kreiz Breizh Elites
3e etappe Arctic Race of Norway

## Resultaten in voornaamste wedstrijden
|      | \| Jaar \| Milaan-San Remo \| Parijs-Roubaix \| Amstel Gold Race \| Waalse Pijl \| Parijs-Tours \| \| WK op de weg \| \| ---- \| --------------- \| -------------- \| ---------------- \| ----------- \| ------------ \| \| ------------ \| \| 2017 \| \| \| \| \| \| \| opgave \| \| 2018 \| 45e \| \| 74e \| \| 68e \| \| \| \| 2019 \| \| \| 98e \| 63e \| \| \| \| \| 2020 \| \| \| \| \| 8e \| \| \| \| 2021 \| \| opgave \| \| 138e \| opgave \| \| \| |                |                  |             |              |  |              |
| Jaar | Milaan-San Remo | Parijs-Roubaix | Amstel Gold Race | Waalse Pijl | Parijs-Tours |  | WK op de weg |
| 2017 | |                |                  |             |              |  | opgave       |
| 2018 | 45e |                | 74e              |             | 68e          |  |              |
| 2019 | |                | 98e              | 63e         |              |  |              |
| 2020 | |                |                  |             | 8e           |  |              |
| 2021 | | opgave         |                  | 138e        | opgave       |  |              |

## Ploegen
- 2013 –  Team Øster Hus-Ridley
- 2014 –  Team Øster Hus-Ridley
- 2015 –  Team Coop-Øster Hus
- 2016 –  Team Coop-Øster Hus
- 2017 –  Team Coop
- 2018 –  Israel Cycling Academy
- 2019 –  Israel Cycling Academy
- 2020 –  Riwal Securitas Cycling Team
- 2021 –  DELKO
- 2022 –  Human Powered Health
- 2023 –  Human Powered Health

Ávila · Boivin · Dempster · Díaz · Earle · Enger · Gebremedhin · O. Goldstein · R. Goldstein · Hermans · Jensen · Lemus · Neilands · Niv · Perry · Plaza · Räim · Sagiv · Sbaragli · Schreurs · Turek · Williams · van Winden · Yechezkel
Aasvold · Bassett · Brown (tot 26/6) · Carpenter · Coté · de Kleijn · de Vos · Gibson (vanaf 6/6) · Haga · Hecht · Jensen · Joyce · King · Krul · Mannion · Murphy · Rosskopf · Swirbul · Zukowsky · Chrétien (stagiair) · Double (stagiair) · Stites (stagiair)
Aasvold · Aniołkowski · Banaszek · Bassett · Chrétien · Coté · de Vos · Double · Gibson · Greenberg · Haga · Hecht · Jensen · Joyce · Krul · Lemmen · McGill · Peák · Perry · Schönberger · Svestad-Bårdseng · Van Hoecke · Weemaes